# Jacqueline deWit

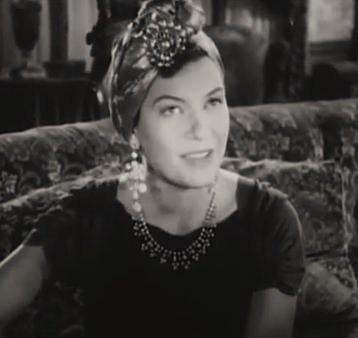
Jacqueline deWit

Jacqueline deWit (* 26. September 1912 in Los Angeles, Kalifornien; † 7. Januar 1998 ebenda) war eine US-amerikanische Schauspielerin.

## Leben
Jacqueline deWit studierte Schauspiel an der American Academy of Dramatic Arts in New York. Obgleich in Los Angeles und damit in der Nähe der Filmindustrie geboren, begann sie ihre professionelle Schauspielkarriere beim Theater. Am Broadway spielte sie in den 1930ern in vier Produktionen.
Im Mai 1943 erschien der Film The Leopard Man, in dem die damals 30-jährige deWit ihren ersten Filmauftritt hatte. In der Folgezeit wurde die hochgewachsene, brünette Darstellerin oft in Nebenrollen besetzt, in denen sie besonders häufig kaltherzige Frauen – etwa die Rivalin der Hauptdarstellerin um die Liebe eines Mannes – verkörperte. Zu ihren bekannteren Filmrollen zählen die hinterhältige Sandra in dem Film noir Im Solde des Satans (1950) an der Seite von Joan Crawford und die arrogante Klatschbase Mona Plash in Douglas Sirks Melodram Was der Himmel erlaubt (1955). In Carrie unter Regie von William Wyler trat sie als Schwester von Jennifer Jones’ Hauptfigur auf.
1950 hatte sie in der Fernsehserie Suspense ihren ersten Fernsehauftritt. Von 1952 bis 1955 hatte sie ihre erste wiederkehrende Rolle in der Fernsehserie The Adventures of Ellery Queen. Eine weitere wiederkehrende Nebenrolle spielte sie von 1953 bis 1955 in der Fernsehserie Meet Mr. McNutley. Mit zunehmendem Alter spielte deWit statt unsympathischer Frauen auch zunehmend mütterliche Figuren. Im Jahr 1970 spielte sie ihre letzte Film- bzw. Fernsehrolle in einem Gastauftritt in der Serie The Name of the Game. Ihr Schaffen umfasst mehr als 70 Produktionen.
Die Schauspielerin, die nie verheiratet war und keine Kinder hatte, sich aber sozial in verschiedenen Organisationen engagierte, verlebte danach einen komfortablen Ruhestand in Los Angeles. Sie starb im Januar 1998 im Alter von 85 Jahren.

## Filmografie
- 1943: The Leopard Man
- 1944: Drachensaat (Dragon Seed)
- 1944: Black Magic
- 1944: Moonlight and Cactus
- 1945: Fog Island
- 1945: I’ll Remember April
- 1945: Swing Out, Sister
- 1945: Die Dame im Zug (Lady on a Train)
- 1945: Men in Her Diary
- 1945: Weekend im Waldorf (Week-End at the Waldorf)
- 1945: That Night with You
- 1945: Ich kämpfe um dich (Spellbound)
- 1945: Spiel mit dem Schicksal (Saratoga Trunk)
- 1946: Zwei Sprengstoffverkäufer (Little Giant)
- 1946: She Wrote the Book
- 1946: Cuban Pete
- 1946: Wild Beauty
- 1947: The Lone Wolf in Mexico
- 1947: Something in the Wind
- 1948: Die Schlangengrube (The Snake Pit)
- 1949: Ein tolles Gefühl (It’s a Great Feeling)
- 1949: Chinatown at Midnight
- 1950: Im Solde des Satans (The Damned Don’t Cry!)
- 1950: Wilde Jahre in Lawrenceville (The Happy Years)
- 1950: Juwelenraub um Mitternacht (The Great Jewel Robber)
- 1950: On the Isle of Samoa
- 1950: Never a Dull Moment
- 1950: Suspense (Fernsehserie, Folge 3x09)
- 1950: Pulitzer Prize Playhouse (Fernsehserie, Folge 1x13)
- 1951: Lux Video Theatre (Fernsehserie, Folge 1x18)
- 1951: The Ford Theatre Hour (Ford Theatre, Fernsehserie, Folge 3x17)
- 1951: Beichte eines Arztes – Die erste Legion (The First Legion)
- 1951: Racket Squad (Fernsehserie, Folge 1x12)
- 1951: Armstrong Circle Theatre (Fernsehserie, Folge 2x10)
- 1952: Westinghouse Studio One (Fernsehserie, Folge 4x35)
- 1952: Carrie
- 1952: The Hunter (Fernsehserie, Folge 1x07)
- 1952, 1955: The Adventures of Ellery Queen (Fernsehserie, 2 Folgen)
- 1953: Zurück am Broadway (She’s Back on Broadway)
- 1953, 1955: Kleine Spiele aus Übersee (Fireside Theater, Fernsehserie, 2 Folgen)
- 1953–1955: Meet Mr. McNutley (Fernsehserie, 15 Folgen)
- 1954: Playgirl
- 1954: Schlitz Playhouse of Stars (Fernsehserie, Folge 3x37)
- 1954: Studio 57 (Fernsehserie, Folge 1x04)
- 1954–1957: The Danny Thomas Show (Fernsehserie, 3 Folgen)
- 1954–1959: Ihr Star: Loretta Young (Letter to Loretta, Fernsehserie, 5 Folgen)
- 1955: Wenn man Millionär wär’ (The Millionaire, Fernsehserie, Folge 1x18)
- 1955: In all diesen Nächten (The Shrike)
- 1955: Lay That Rifle Down
- 1955: Was der Himmel erlaubt (All That Heaven Allows)
- 1955–1956: Screen Directors Playhouse (Fernsehserie, 2 Folgen)
- 1956: Front Row Center (Fernsehserie, Folge 2x08)
- 1956: Matinee Theater (Fernsehserie, Folge 1x106)
- 1956: The Toy Tiger
- 1956: State Trooper (Fernsehserie, Folge 1x01)
- 1956: Anders als die anderen (Tea and Sympathy)
- 1957: Code 3 (Fernsehserie, Folge 1x05)
- 1958: Der Mann ohne Colt (Man Without a Gun, Fernsehserie, Folge 1x28)
- 1958: Hi Grandma! (Fernsehfilm)
- 1959: Twilight Zone (The Twilight Zone, Fernsehserie, Folge 1x08 Alle Zeit der Welt)
- 1959: Täter unbekannt (The Lineup, Fernsehserie, Folge 6x11)
- 1960: Wagon Train (Fernsehserie, Folge 3x15)
- 1960: New Orleans, Bourbon Street (Bourbon Street Beat, Fernsehserie, Folge 1x17)
- 1960: Alcoa Presents: One Step Beyond (One Step Beyond, Fernsehserie, Folge 2x20)
- 1960: Johnny Midnight (Fernsehserie, Folge 1x30)
- 1960: Surfside 6 (Fernsehserie, Folge 1x03)
- 1961: The Dinah Shore Chevy Show (Fernsehserie, Folge 5x26)
- 1961: Die unteren Zehntausend (Pocketful of Miracles)
- 1962: The Joey Bishop Show (Fernsehserie, Folge 1x25)
- 1962: Hawaiian Eye (Fernsehserie, Folge 3x38)
- 1963: On blond – ob braun (It Happened at the World’s Fair)
- 1963: Das Gift des Bösen (Twice-Told Tales)
- 1963: Arrest and Trial (Fernsehserie, Folge 1x12)
- 1966: Ein Fall für Harper (Harper)
- 1967: Die Monkees (The Monkees, Fernsehserie, Folge 2x13)
- 1970: The Name of the Game (Fernsehserie, Folge 3x02)